# 骑行服
骑行服是人們在參加自行车运动時所穿的一種运动服。20世纪初自行车运动诞生後，骑行服也應運而生。起初骑行服由羊毛制成 ，後來骑行服變得越來越轻便、合身，而且由合成纤维和能吸湿排汗的面料制成。